# Viola fissifolia
Viola fissifolia Kitag. – gatunek roślin z rodziny fiołkowatych (Violaceae). Występuje naturalnie w Mongolii i Chinach – w prowincjach Hebei, Heilongjiang, Jilin i Liaoning oraz regionie autonomicznym Mongolia Wewnętrzna. 

## Morfologia
PokrójBylina dorastająca do 5–12 cm wysokości, tworzy kłącza.
LiścieBlaszka liściowa ma nerkowaty lub owalnie trójkątny kształt. Mierzy 1–3 cm długości oraz 1–1,8 cm szerokości, jest karbowana na brzegu, ma sercowatą nasadę i tępy wierzchołek. Ogonek liściowy jest nagi. Przylistki są owalnie lancetowate.
KwiatyPojedyncze, wyrastające z kątów pędów. Mają działki kielicha o lancetowatym kształcie i dorastające do 3–5 mm długości. Płatki są odwrotnie jajowate i mają żółtą barwę, dolny płatek posiada obłą ostrogę.

## Biologia i ekologia
Rośnie na łąkach i skarpach. 